# Sárpataki út
Sárpataki út vagy Fehéregyházivölgy (románul: Valea Albeștiului) falu Romániában, Maros megyében.

## Története
Fehéregyháza község része. A trianoni békeszerződésig Nagy-Küküllő vármegye Segesvári járásához tartozott.

## Népessége
2002-ben 234 lakosa volt, ebből 171 román és 63 magyar nemzetiségű. 2011-re elnéptelenedett.

## Vallások
A falu lakói közül 169-en ortodox, 50-en református, 12-en római katolikus, 2-en pünkösdista hitűek és 1 fő unitárius.